# Planinsko polje
Planinsko polje je 5 km dolgo in okrog 2,5 km široko kraško polje. Je najnižje ležeče polje v Notranjskem podolju. Ima več kot 10 km² veliko ravno dno, ki leži v nadmorski višini okrog 450 m. Kotanjo na jugu zapirata griča Stari grad (703 mnv) in Kali (574 mnv), na zahodu Planinska gora (924 mnv), na nasprotni strani pa nizke vzpetine ločijo polje od Logaškega ravnika (Logaško polje). Na severni strani se dvigajo neizrazite vzpetine Lanskega vrha. Med Lanskim vrhom  in  Planinsko goro je pri Grčarevskem vrhu okrog 500 m nadmorske višine najnižja točka okoliških vzpetin, ki je tod še vedno meri 30 m.
Polje je nastalo ob idrijskem prelomu. Obrobje gradi zakraseli kredni in jurski apnenec, dno pa tudi triasni dolomit, ki se v ozkem pasu vleče od Grčarevca čez Jakovico in po dnu polja proti Uncu na jugovzhodu. Pas neprepustnega dolomita prisili vodo, ki se podzemno pretaka proti izvirom na Vrhniki, da se pred oviro dvigne na površje, jo prečka in na severovzhodni strani polja ponovno ponikne v apnenec. Poplavna voda na površju raztaplja apnenec in dolomit, zato je dno popolnoma ravno. Voda raztaplja tudi apnenec ob robovih, pregib med dnom polja in obdajajočimi vzpetinami je oster. Dno prekriva tenka, le nekaj metrov debela plast ilovnatih in peščenih naplavin. 
Voda priteka na polje s treh strani. Na južni strani priteka iz Planinske jame reka Unica, ki nastane z združitvijo vode iz Rakovega Škocjana in iz Pivške kotline. Izvir Unice ima povprečni letni pretok 24 m³/sek (minimum 0,3 m³/sek, maksimum 100 m³/sek). Iz velike zatrepne doline ob zaselku Malni priteka Malenščica, iz izvirov pri ruševinah gradu Haasberg pa Škratovka. V Malnih privrejo na dan vode, ki se med cerkniškim in pivškim krakom Ljubljanice zbirajo pod Javorniki, zato so izdaten vir pitne vode. Pod Grčarevcem na severozahodni strani polja izvirajo ob višjih vodah tudi vode iz Hrušice in Hotenjskega podolja, ki se združijo v Unici. Ta vijuga po polju ter ponika ob severovzodnem robu polja. Ob višjih vodah ponika v okrog 150 požiralnikih. Največ vode odteka v ponore Pod Stenami na severnem robu polja. 
Planinsko polje je poplavljeno večkrat na leto. Za preprečevanje poplav so na več mestih spremenili potek struge Unice, ob robu polja očistili, razširili in obzidali veliko požiralnikov. Največ del je bilo opravljenih pod vodstvom Viljema Puticka. Zamisel o akumulaciji vode na polju za hidroelektrarno ni bila nikoli uresničena.
Minimalni dotok vode na polje je okrog 1,5 m³/sek, srednji 23 m³/sek, maksimalni je ocenjen na 100-120 m³/sek, ponori pa lahko odvajajo le okrog 60 m³/sek. Poplave trajajo do 2 meseca na leto, voda naraste ponekod do 10 m, količina polavne vode pa je okrog 40 milijonov m³. Na Planinskem polju ni njiv, ampak samo travniki z združbami močvirnih tipov. Tu je najbolj severozahodno rastišče travniške modre čebulice (Scilla litardierei), ki je endemit dinarskih kraških polj. Njive so na rahlo dvignjenem robu poplavne ravnice, prav tako naselja, največje je Planina ob vznožju Grmade (873 m).

## Ogroženost in varstvo planinskega polja
Leta 1971 sta bila z občinskim odlokom zavarovana Planinska jama in del polja, ki spada v postojnsko občino.
Jugozahodni del polja (668 ha) je zavarovan kot krajinski park. Celotno območje Planinskega polja je vključeno v mejah nastajajočega Regijskega Parka Snežnik s predvidenim strožjim naravovarstvenim režimom.

## Galerija
- Meandri Unice
- Ponor Unice
- Rokav Unice
- Stari most pri gradu Hošperk
- Grad Hošperk na obrobju polja
- Ponor Unice
- Ponor Unice - sušno obdobje
- Ponor Unice
- Planinsko polje